# Johan Ernst I van Saksen-Weimar
Johan Ernst I van Saksen-Weimar bijgenaamd de Jongere (Altenburg, 21 februari 1594 – Martin, 4 december 1626) was van 1605 tot 1620 hertog van Saksen-Weimar. Hij behoorde tot de Ernestijnse linie van het huis Wettin.

## Levensloop
Johan Ernst I was de oudste zoon van hertog Johan III van Saksen-Weimar en diens echtgenote Dorothea Maria, dochter van vorst Joachim Ernst van Anhalt. Vanaf 1608 studeerde hij samen met zijn broer Frederik aan de Universiteit van Jena. Van 1613 tot 1614 maakte hij een grand tour door Engeland, Frankrijk en de Republiek der Zeven Verenigde Nederlanden.
Na de dood van zijn vader in 1605 werd de nog minderjarige Johan Ernst hertog van Saksen-Weimar. Hij en zijn zeven broers werden onder het regentschap geplaatst van keurvorst Christiaan II van Saksen. Na diens dood in 1611 probeerde zijn moeder keizer Rudolf II te overtuigen om Johan Ernst volwassen te verklaren, zodat hij het regentschap van zijn jongere broers op zich kon nemen. Rudolf II weigerde en keurvorst Johan George I van Saksen, die zijn broer Christiaan II opvolgde, nam het regentschap van Johan Ernst over. In 1615 werd hij volwassen verklaard, begon hij zelfstandig te regeren en nam hij het regentschap van zijn nog minderjarige broers over. 
Als hertog van Saksen-Weimar ondersteunde Johan Ernst schoolhervormingen en gaf hij het drukrecht aan de steden Jena en Weimar. In 1617 was hij medestichter van het Vruchtdragende Gezelschap. 
In 1620 diende Johan Ernst in het leger van Frederik V van de Palts, die tijdens de Boheemse Opstand tot koning van Bohemen was verkozen. Nadat die in november 1620 de Slag op de Witte Berg had verloren, weigerde Johan Ernst zich te onderwerpen aan keizer Ferdinand II. Vervolgens werd hij afgezet als hertog van Saksen-Weimar ten voordele van zijn broer Willem. 
Daarna vocht hij tijdens de Dertigjarige Oorlog als ritmeester in het Nederlandse leger en als generaal-luitenant in het Deense leger in Westfalen en Nedersaksen. Hij was betrokken bij de verovering van Silezië en diende hij onder Peter Ernst II van Mansfeld in Hongarije. Het was tijdens deze veldtocht dat Johan Ernst in december 1626 op 32-jarige leeftijd stierf in de stad Martin, aan de gevolgen van oorlogsverwondingen. Hij was ongehuwd en kinderloos gebleven.